# Lúcio Costa
Lúcio Costa (Toulon, 27 de febrero de 1902-Río de Janeiro, 13 de junio de 1998) fue un arquitecto y urbanista franco-brasileño.

## Biografía
Pionero de la arquitectura moderna en Brasil. Fue conocido mundialmente por el proyecto del Plan Piloto de Brasilia, Lúcio Costa creció en diferentes países debido a las actividades oficiales de su padre, el almirante Joaquim Ribeiro da Costa. Estudió en la Royal Grammar School de Newcastle (Reino Unido), y en el Collège National de Montreux (Suiza).
Volvió a Brasil en 1917 y más tarde ingresó a estudiar arquitectura en la Escola de Belas Artes de la Universidad Federal de Río de Janeiro. Allí se instruyó primeramente en la arquitectura neoclásica y neocolonial, pero luego rompe con esa formación historicista de la escuela y se influenció de la obra de Le Corbusier.
Se asoció con el arquitecto ruso Gregori Warchavchik, que construyó el primer proyecto de arquitectura moderna en Brasil. En 1932 fue nombrado por algunos meses como director de la Escola Nacional de Belas Artes, donde implantó un curso de arquitectura moderna. Entre sus alumnos estaba el joven Oscar Niemeyer.
Consciente de la importancia de su generación en el cambio cultural del país, Costa convenció a Le Corbusier a irse a vivir a Brasil en 1936 para que dictase una serie de conferencias.
De prolífica creación por esos años, Lúcio Costa en 1957 envió un anteproyecto en el concurso lanzado para crear la nueva capital del país, contraviniendo eso sí algunas normas del concurso. Pese a eso, venció casi por unanimidad, sufriendo diversas acusaciones de los demás postulantes. Desarrolló el Plan Piloto de Brasilia y, como Niemeyer, pasó a ser conocido en todo el mundo como autor de gran parte de los predios públicos de esa ciudad.
Lúcio Costa falleció en Río de Janeiro en 1998, ciudad donde residió la mayor parte de su vida. Dejó dos hijas, María Elisa, también arquitecta, y Helena.

## Principales obras

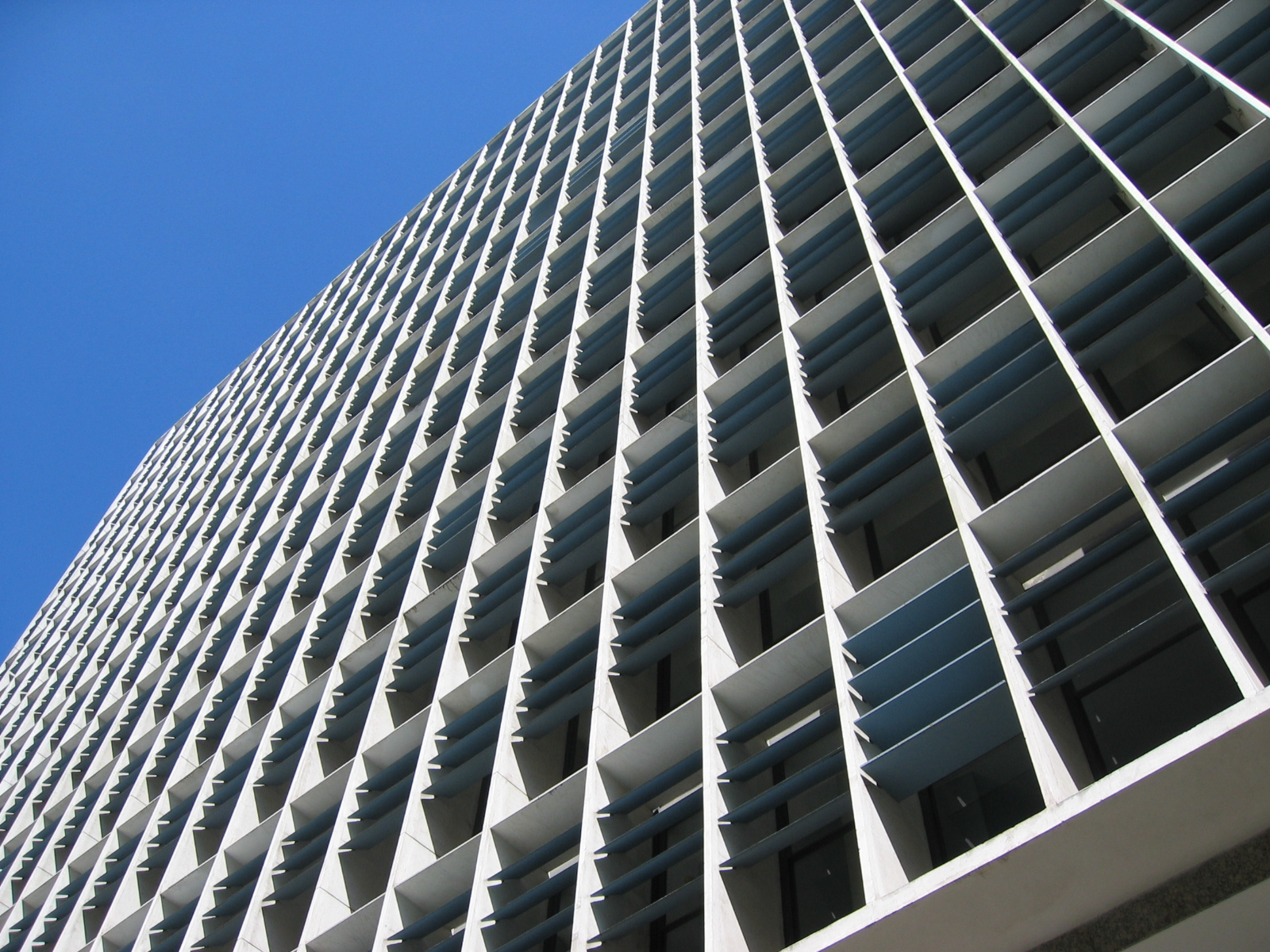
Fachada norte del Edificio Gustavo Capanema de Río de Janeiro.

- 1936 - Proyecto del edificio sede del Ministério da Educação e Saúde Pública, actual Palacio Gustavo Capanema, en Río de Janeiro, junto a un equipo de arquitectos cariocas;
- 1937 - Proyecto para el Museo de São Miguel das Missões, en Río Grande del Sur;
- 1939 - Pabellón de Brasil en la Feria Internacional de Nueva York;
- Residencia Hungría Machado (actual consulado de Rusia), en Río de Janeiro
- Casa de veraneo del Barón de Saavedra, en Petrópolis;
- 1944 - Park Hotel São Clemente, en Nova Friburgo;
- Parque Guinle, en Laranjeiras, en la zona sur de la ciudad de Río de Janeiro;
- 1957 - Proyecto de la Casa do Brasil, en París;
- 1956 - Sede social del Jockey Club do Brasil, en el centro de la ciudad de Río de Janeiro;
- 1957 - Plano piloto de Brasilia, la capital brasileña.

## Producción bibliográfica
- 1939 - Razões da Nova Arquitetura
- 1945 - Considerações sobre o Ensino da Arquitetura
- 1952 - O Arquiteto e a Sociedade Contemporânea
- 1995 - Registro de uma Vivência. São Paulo: Empresa das Artes